# Azolla imbricata
Azolla imbricata là một loài dương xỉ trong họ Salviniaceae. Loài này được Roxb. ex Griff. Nakai mô tả khoa học đầu tiên năm 1925.